# Caproni Ca.133
Капроні Ca.133 (італ. Caproni Ca.133) — італійський трьох-моторний військово-транспортний літак і середній бомбардувальник розробки компанії Caproni. Активно використовувався під час другої італо-ефіопської війни, а також, в обмеженій кількості, під час Другої світової війни.

## Історія створення
Тримоторний транспортний літак Ca.133 розроблявся під керівництвом Джованні Капроні був останнім з серії суцільнометалевих високопланів фіксованим шасі. Базуючись на попередніх літаках Ca.97 і Ca.101 конструювання «колоніального» літака, який мав діяти на Близькому Сході та в Африці, просувалось дуже швидко. Від літака не вимагалось високих льотних характеристик, але використання в нерозвинутих регіонах вимагало надійність і простоту обслуговування. Також літак мав мати можливість використовувати бомби, що б в разі необхідності надавати повітряну підтримку гарнізонам.
Вже 16 вересня 1934 року перший прототип з двигунами Piaggio P.VII C.15 піднявся в повітря. Практично відразу авіаційне командування ініціалізувало серійне виробництво, оскільки повним ходом йшла підготовка до нападу на Ефіопію, і потреба в таких літаках була високою. Загалом було виготовлено 416 Ca.133, з них 12 для цивільного використання.

## Основні модифікації
- Ca.133 (деколи позначався Ca.133N від «normale» — «звичайний») — транспортно-бомбардувальний варіант з двигунами Piaggio P.VII C.15 потужністю 475 к.с. Захисне озброєння складалось з чотирьох 7,7 мм кулеметів в верхній, нижній турелях і бокових вікнах. Бомбове навантаження складало 500 кг. Екіпаж — 3-4 особи. В транспортному варіанті міг перевозити до 18 осіб. (97 екз.)
- Ca.133T — неозброєна транспортна модифікація. (258 екз.)
- Ca.133S — санітарна модифікація для евакуації поранених. (23 екз.)
- Ca.133P — навчальна модифікація для тренування парашутистів. (25 екз.)

## Тактико-технічні характеристики

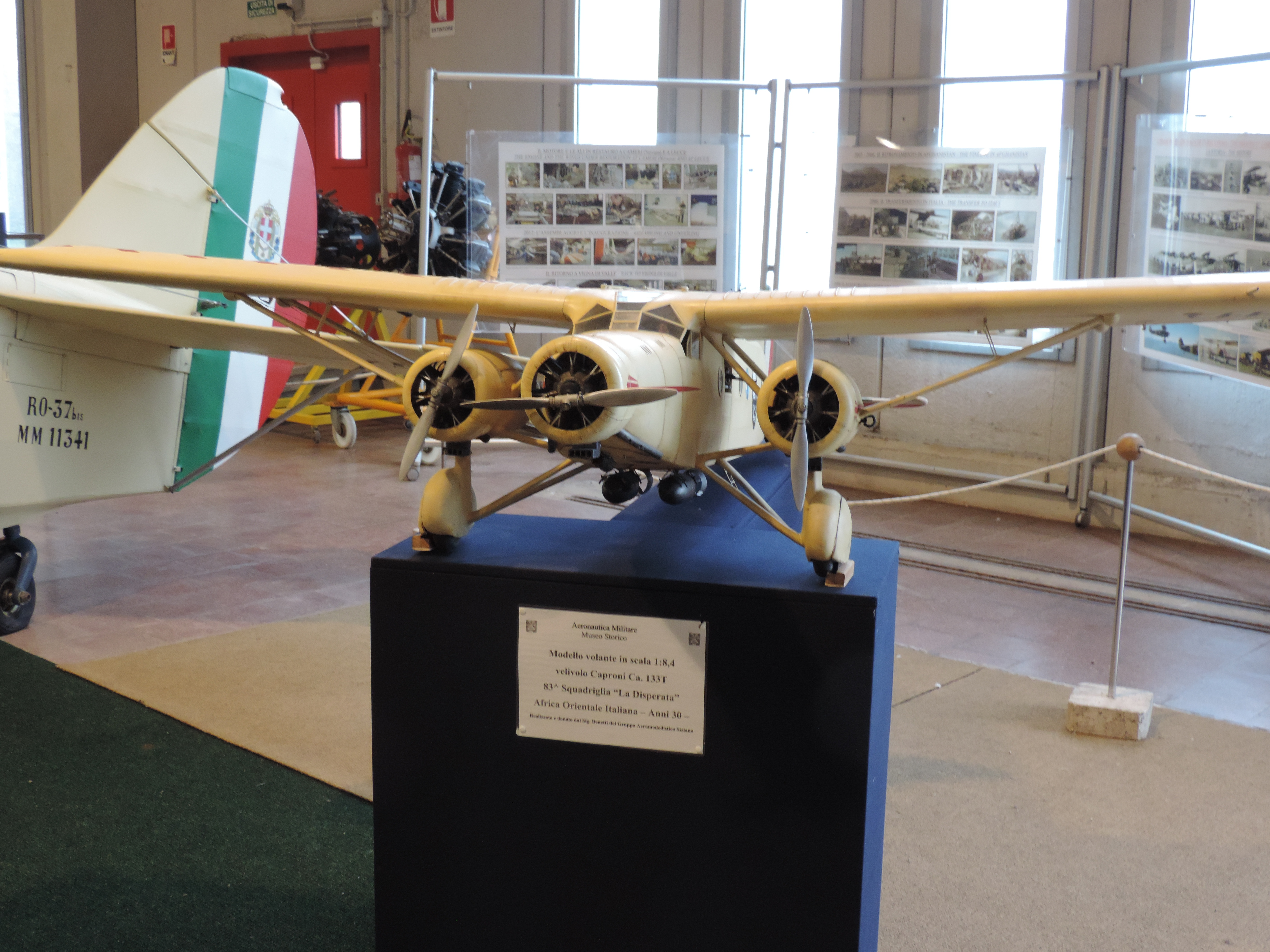

### Технічні характеристики
- Довжина: 15,45 м
- Висота: 4,0 м
- Розмах крила: 21,44 м
- Площа крила: 65 м ²
- Маса порожнього: 4000 кг
- Максимальна злітна маса: 6500 кг
- Двигун: 3 × Piaggio P.VII C.15
- Потужність: 3 × 475 к. с.

### Льотні характеристики
- Максимальна швидкість: 260 км/год
- Практична дальність: 2000 км
- Практична стеля: 6500 м
- Час підйому: на 4000 м за 15 хв

## Історія використання
Першим стормо, який отримав Ca.133 став 14-ий (44-а, 45-а і 49-а групи), майже відразу після — 4-а група 7-го стормо. Після тренувань обидва стормо було перекинуто в Еритрею і Італійське Сомалі. 2 січня 1936 року відбувся перший бойовий виліт проти Ефіопії, а до жовтня там вже діяло 9 ескадрилій. Ca.133 використовувались дуже інтенсивно, під час основних боїв літаки виконували по чотири бойові вильоти в день. Окрім звичайних бомб італійці використовували і хімічні боєприпаси. Бойових втрат Ca.133 в кампанії майже не було, але відчутними були небойові — 40 літаків. Загалом більше 300 Ca.133 було відправлено в Східну Африку, решта обмежено використовувались в Італії і Північній Африці.
Перед вступом Італії в війну в Regia Aeronautica все ще було 259 Ca.133, з них 183 — в колоніях. Літак офіційно був знятий з озброєння, але все ще активно використовувався. 12 червня 1940 року 22 Ca.133 завдали удару по Адену і цілях в Британському Сомалі. Втрати були невисокими, оскільки британці майже не мали винищувальної авіації, проте через зенітний вогонь і технічні проблеми в 1940 році було втрачено 65 літаків. В 1941 році британці почали контрнаступ з використанням бомбардувальників, що привело до різкого скорочення цілих Ca.133: 10 лютого в строю було 23 Ca.133, 15 березня — 10, а 15 квітня — 4. Більшість Ca.133 було знищено на аеродромах британськими бомбардувальниками.
На інших театрах бойових дій в Африці Ca.133 використовувались як транспортні. Декілька вцілілих літаків використовувались аж до 1948 року.
Окрім Італії, Ca.133 використовувала Австрія, яка купила 5 Ca.133 в бомбардувальному варіанті в 1936 році. Після аншлюсу ці літаки були включені в склад Люфтваффе, але використовувались виключно як навчальні.